# Herečky na scénu!
Herečky na scénu! (v originále Le Bal des actrices) je francouzský fiktivní dokument z roku 2009, který režírovala Maïwenn podle svého scénáře. Snímek měl světovou premiéru dne 28. ledna 2009.

## Děj
Režisérka chce natočit dokument o různých herečkách. Chce zachytit ty populární, neznámé, intelektuální, komické, zapomenuté... Natáčením s jejich souhlasem i bez něj, se režisérka zaplete do hry a nechá se pohltit těmito ženami, které jsou křehké i manipulativní.

## Obsazení
| Jeanne Balibarová     | sebe samu                   |
| Romane Bohringer      | sebe samu                   |
| Julie Depardieu       | sebe samu                   |
| Mélanie Doutey        | sebe samu                   |
| Marina Foïs           | sebe samu                   |
| Estelle Lefébure      | sebe samu                   |
| Maïwenn               | sebe samu                   |
| Linh-Dan Pham         | sebe samu                   |
| Charlotte Rampling    | sebe samu                   |
| Muriel Robin          | sebe samu                   |
| Karole Rocher         | sebe samu                   |
| Karin Viardová        | sebe samu                   |
| JoeyStarr             | sebe sama                   |
| Nicolas Briançon      | producent                   |
| Yvan Attal            | sebe sama                   |
| Jacques Weber         | sebe sama                   |
| Pascal Greggory       | sebe sama                   |
| Bertrand Blier        | sebe sama                   |
| Christine Boisson     | Christine                   |
| Léonie Simaga         | chůva                       |
| Marilyne Canto        | režisérka                   |
| Charlotte Valandrey   | režisérka                   |
| Laurent Bateau        | plastický chirurg           |
| Nina Morato           | vedoucí castingu            |
| Georges Corraface     | režisér                     |
| Joe Sheridan          | anglický režisér            |
| Boris Terral          | spoluhráč Jeanne Balibarové |
| Yannick Soulier       | matka Julie Depardieu       |
| Anne-Sophie Crantelle | tanečnice                   |

## Ocenění
- Rencontres internationales du cinéma de patrimoine: Cena Henriho Langloise
- César: nominace na nejlepšího herce ve vedlejší roli (JoeyStarr)